# María Tubau
Pour les articles homonymes, voir Tubau.
María Álvarez Tubau, de son nom de scène María Tubau, née à Madrid le 4 mai 1854 et morte dans cette même ville le 13 mars 1914, est une grande actrice de théâtre espagnole.

## Biographie

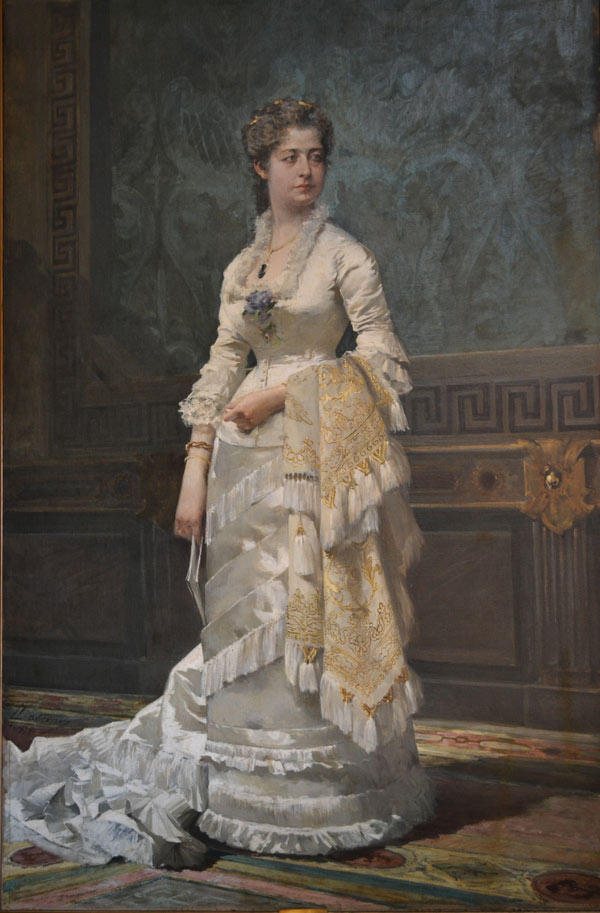
María Tubau par le peintre Luis Taberner y Montalvo (1878), dans le personnage de La Dame aux camélias.

Née le 4 mai 1954 au numéro 4 de la rue Espoz y Mina de Madrid, María Tubau débute le théâtre à l'âge de douze ans, notamment avec Matilde Díez. Elle joue au Teatro Apolo et obtient une certaine popularité comme actrice comique et dans le genre théâtre romantique.
Après un premier mariage et un veuvage, elle se remarie avec le dramaturge et directeur de théâtre Ceferino Palencia, avec qui elle a un fils, également nommé Ceferino, futur époux d'Isabel Oyarzábal, figure de la République espagnole[réf. souhaitée].
María et Ceferino montent leur propre troupe de théâtre au Teatro de la Princesa.
María joue les œuvres d'auteurs espagnols contemporains, comme Vital Aza, Ramos Carrión, Eusebio Blasco, Benito Pérez Galdós, ou encore  Leandro Fernández de Moratín, mais son apport majeur à la scène espagnole est son interprétation de grands auteurs français tels qu'Henry Bataille, Victorien Sardou ou Alexandre Dumas (fils), particulièrement dans La Dame aux camélias.
À l'âge de 37 ans, en 1891, elle est nommée « Docteur en art dramatique » par de grands intellectuels de l'époque : Gaspar Núñez de Arce, Ramón de Campoamor, Emilio Castelar, José de Echegaray et le dramaturge José Zorrilla, l'un de ses grands admirateurs.
Contemporaine de la comédienne María Guerrero, dont la carrière présente de grandes similitudes avec la sienne, elle fait des tournées en Espagne et en Amérique, puis devient en 1904 professeure au Conservatoire de Madrid. C'est dans sa ville qu'elle décède, le 13 mars 1914.